# ゼットン星人
ゼットン星人（ゼットンせいじん）は、円谷プロダクションが製作した特撮テレビドラマ『ウルトラマン』をはじめとするウルトラシリーズに登場する架空の宇宙人。別名は変身怪人。

## 『ウルトラマン』に登場するゼットン星人
『ウルトラマン』最終回「さらばウルトラマン」に登場。
宇宙恐竜ゼットンを操る謎の宇宙人。劇中で岩本博士により、「1930年代から約40年に渡る円盤の飛来は、彼ら（ゼットン星人）の地球偵察だった」「地球侵略のための準備が整ったと判断した彼らは、大円盤部隊を動員して地球征服の最大の障害である科学特捜隊日本支部とウルトラマンの抹殺を行うべく日本に侵攻した」と推測される。
20機もの円盤群は世界各国の人工衛星を破壊して日本へ侵攻し、航空自衛隊と交戦して一部が撃墜されるが、反撃して全滅に追い込む。科特隊の2機のビートルによって大型母船以外の全機が撃墜されていくなか、ゼットン星人の1人が科特隊日本支部の基地内へすでに潜入しており、新兵器を取りに部屋を出た岩本博士を気絶させて彼に変身し、今度はフジを気絶させた後、謎の銃を使って基地の機器を破壊していく。その後は逃走に転じるが、フジから事情を聞いたアラシに殴られて変身が解け、ハヤタにマルス133で頭を銃撃されて「ゼットン」と断末魔の言葉を残して消滅する。
- スーツアクターは平田昭彦[14]。
- 外見はケムール人の頭部の向きを前後逆に変えて[5][15][注釈 2]岩本博士のスーツを着せたことからケムール人と酷似しているが、五指にはまったく異なる鋭い爪が生えている[注釈 3]。書籍『ウルトラマン ベストブック』ではケムール人の同種ではないかと推測している[7]。断末魔の唸り声は、ゼットンの声と同じものである[19]。
- 『ウルトラマン』放送当時の呼称はゼットンを操っていたことによる便宜上のものに過ぎず、出身地など一切が不明[3]。劇中での呼称もオープニングでのクレジットも存在せず、シナリオ決定稿での表記も単に「宇宙人」とされている[20]。1960年代の雑誌記事ではゾフィーと混同され、「謎の宇宙人ゾーフィ」と誤って紹介されたこともある[21]。そして、放送終了から約1年半後、円谷プロが地方局向けに作成した番組販売用パンフレット（1968年11月1日発行）で初めてこの名称が使用され[14]、後に朝日ソノラマから刊行されたムック本『ファンタスティックコレクション No.2 空想特撮のすばらしき世界 ウルトラマン』に掲載された結果、公式に認定された[15]。なお、このパンフレットは『ウルトラマン・クロニクル』（竹書房、1997年、ISBN 4-81-240269-7[22]）の初回特典として完全復刻されている。
- 金城哲夫によるノベライズ『怪獣絵物語ウルトラマン』（ノーベル書房、1967年8月10日発行）では「謎の宇宙人」としか呼ばれておらず、メフィラス星人の招集した宇宙人たちの中でひっそりと「ゼットンよ早く育て……」と呟く。第3作戦を実行したジェロニモンがウルトラマンに敗れた後、「謎の宇宙人の巻」では相次ぐ作戦失敗で意気消沈するメンバーにこの宇宙人が「私がウルトラマンと科学特捜隊を倒す！」と宣言し、最終作戦として地球に急行したとされている。また、ゼットンがウルトラマンに勝てた理由は、この宇宙人に対策されていたことが明かされている。

## 『ウルトラマンマックス』に登場するゼットン星人
『ウルトラマンマックス』第13話「ゼットンの娘」、第14話「恋するキングジョー」に登場。
スタイルは初代を踏襲しているが、一つ目で上忍を思わせる和服風の衣装を着ている。1万年前に地球を訪れて「ゼットン・ナノ遺伝子を人類に植え付けた」と発言する。その遺伝子を色濃く受け継いだ女性である小田夏美を「娘」と呼び、彼女に憑依してくの一姿の草として操り、ベース・タイタンの機密情報を奪おうとする。
第13話ではゼットン怪獣を、第14話ではキングジョーを地球に送り込む。最後は異空間「ゼットンゾーン」で夏美にカイトを殺させようと図るも、彼の激励で本来の人格を取り戻した夏美にゼットンビーム剣で斬られ、ゼットンゾーンと共に消滅する。その執念はトミオカ長官に、「記憶に残すのもおぞましい」と唾棄される。
- 声：堀之紀（音声加工されている）
- スーツアクター：丸山貢治[27][26]
- 映像作品では初めて劇中で「ゼットン星人」と呼称された一方、怪獣の方のゼットンは「ゼットン怪獣」と呼称された。
- 初期案では、『ウルトラマン』のゼットン星人がゼットン・ナノ遺伝子を植え付けていたという設定であった[28]。

## 『ウルトラギャラクシー大怪獣バトル NEVER ENDING ODYSSEY』に登場するゼットン星人（RB）
『ウルトラギャラクシー大怪獣バトル NEVER ENDING ODYSSEY』第10話「新たな戦いの地平で」に登場。「RB」は「レイオニクス・バトラー」を意味する。
ゼットン星のレイオニクスバトラー。テレスドンを操り、ドラコ（再生）を操るフック星人とレイオニクスバトルを繰り広げるが、突如現れたペダン星人ダイルのキングジョーブラックによってテレスドンをドラコ共々倒され、自身もダイルに射殺される。
顔は『ウルトラマンマックス』の登場個体と同様に一つ目であるが、服装は民族服を思わせる衣装になっている。
- 声：末永博志
- スーツアクター：福田大助
- 第8話では、ゲームを遊んでいるクマノがオキを称える際にゼットン星人の名前を口にする。
- 公式サイトの記述では、ゼットンではなくテレスドンを使ったのは「最終決戦までに温存していたのかもしれない」とされている[29]。

## 『大怪獣バトル ウルトラ銀河伝説 THE MOVIE』に登場するゼットン星人
映画『大怪獣バトル ウルトラ銀河伝説 THE MOVIE』に登場。
ウルトラマンベリアル配下の宇宙人。ナースを引き連れてスペースペンドラゴンを襲撃し、自身はその船内に現れて専用銃でZAPクルーを襲おうとするが、そこに現れたアスカ・シン（ウルトラマンダイナ）との肉弾戦の末に強烈なキックの2連発を受けて死亡し、遺体は塵となる。
- 声：永倉大輔

## ゼットン星人ベルメ（SD）
『ウルトラマンギンガS』第14話「復活のルギエル」、最終話「明日を懸けた戦い」に登場。
これまで何度も暗躍していたチブル星人エクセラー（SD）が、佳境を迎えたダークルギエル復活計画の障害となるウルトラマンギンガとウルトラマンビクトリーを確実に倒すため、ガッツ星人ボルスト（SD）の後任として派遣したエージェント。きらびやかなタキシードをまとって一人称に「僕」を用いるほか、これに困り果てたエクセラーから「面倒くさい人ですね」と直接言われてもまったく気にかけないほど、性格はキザで騒がしく性悪である。ボルスト同様、エクセラーにタメ口で接しているほか、バルキー星人（SD）たちに対しては敬語を使うこともある。また、自分の力に相当な自信を持っており、ボルストのことを自身の活躍を引き立てるための「踏み台」、ギンガやビクトリーのことも「雑魚」「引き立て役」と見下している。
第14話では、ハイパーゼットン イマーゴ（SD）にモンスライブし、自信に違わぬ高い戦闘力でギンガとビクトリーを圧倒するが、ウルトラマンギンガストリウムがウルトラ6兄弟の力を借りて放ったコスモミラクル光線の前に、あえなく敗退した。
最終話ではバルキー星人（SD）、イカルス星人（SD）、ナックル星人グレイ（SD）と共に無数のチブロイドを率い、「ダークルギエル特戦隊」を名乗ってヒカルたちを狙うが、UPGやビクトリアンの面々に阻止されたうえ、ゴウキにドラム缶で殴打されて敗退した。
- 声：小野友樹
- スーツアクター：桑原義樹

## 『ウルトラマンX』に登場するゼットン星人
『ウルトラマンX』第9話「われら星雲！」に登場。
ババルウ星人率いる犯罪ネットワーク集団・暗黒星団の一員として登場。リーダーであるババルウ星人を「ボス」と呼ぶ。他のメンバーとは異なり、自分だけ積極的に振る舞っている。言動は『ギンガS』に登場したゼットン星人ベルメと似ている。
サメクジラ（ジョリー）を追って地球に飛来し、そこでバルキー星人ハルキ、イカルス星人イカリ、ナックル星人ナクリに風間イサムを加えて結成された、「チーム星雲」にラグビー勝負を挑まれる。ケムール人の高速移動やダダの瞬間移動、ババルウ星人の変身能力でハルキに変身することによってイサムたちを翻弄し、前半戦では51対0の圧倒的有利に立つものの、後半戦では彼らの反則行為をはじめ卑劣な行動がイサムの逆鱗に触れ、逆転勝利されて52対51で敗れた。敗北を認めまいと逆上する他の暗黒星団と共に巨大化して暴れ始め、ウルトラマンエックスに4人がかりで挑むが、最後はゴモラアーマーを装着したエックスにゴモラ振動波を浴びせられ、4人まとめて空の彼方へ飛ばされていった。
常にまとうタキシードは巨大化能力を持つ特殊なスーツであり、本作品で初めて巨大化する。また、劇中ではラグビーチームの仲間であるケムール人と頭部が酷似していることから、共に並ぶほか互いにポーズを真似し合っていた。
- 声：小野友樹
- スーツアクター：寺井大介

## ゼットン星人マドック
『ウルトラマンオーブ』第5話「逃げない心」、第21話「青いリボンの少女」に登場。
電磁波を発射する電磁砲が武器。ウルトラマンオーブを倒して名を上げるために育てたハイパーゼットン デスサイスを工場に隠し、真渡子（）と名乗る女子高生の姿に化けてSSPのナオミを虚偽の通報でおびき寄せ、拘束する。ナオミを餌にガイをおびき寄せてデスサイスによる殺害を目論むが失敗し、デスサイスをオーブに倒されてもなおガイと格闘戦を繰り広げた結果、電磁砲から放った光弾をガイにウルトラマンのウルトラフュージョンカードの力で跳ね返され、致命傷を負う。最後は、侵略目的を疑ったガイとSSPの面々のことを「この腐りかけた星に侵略する価値があると思っているのか？」と嘲笑し、倒れたまま「いつかこの星を捨てて逃げるだろう」と告げ、泡と化して消滅する。
その後、第21話では腕輪型の機械に自らの意思を移していたことが判明する。スペアの肉体として少女の姿の人工生命体マーヤを使って復活し、今度こそオーブを始末しようとハイパーゼットン デスサイス（リザーバー）を操る。自らの意思とは別に芽生えていたマーヤの自我に邪魔されながらもデスサイス（リザーバー）を操るが、彼女は自分を実の娘のように保護してくれた岩木夫妻への思いから、自我の消滅を覚悟のうえで肉体の主導権を奪って腕輪を破壊したため、マドックの意思は消滅する。
- 声：松本健太
- 演：池田萌子（真渡子、第5話）、奥田佳弥子（マーヤ、第21話）
- スーツアクター：矢﨑大貴[45]
- 第5話は当初バット星人が登場する予定であったが、脚本を担当した小林弘利は自身の思い入れからゼットン星人に変更した[46]。セーラー服姿になることも、小林の案による[47]。同話監督のアベユーイチは、着替えの描写で視聴者を驚かせることを意図した旨を述べている[47]。
- 第21話は真渡子を再登場させる案もあったが、すでにナオミと会っていることから新キャラクターを創造することになり、『ウルトラマンギンガS』のワンゼロとの差別化からアンドロイドではなく人工生命体という設定になった[48]。マーヤという名はマドックになぞらえているほか、『ウルトラQ』のM1号や『ウルトラセブン』のマゼラン星人マヤなどへのオマージュも込められている[48][49]。また、当初はマーヤも死ぬ予定であったが、前話もハードな内容であったため、プロデューサーの鶴田幸伸の提案により、旅立つラストとなった[48]。

## ゼットン星人ゾリン
『ウルトラマンタイガ』第4話「群狼の挽歌」、第20話「砂のお城」に登場。
表向きは人間態で瀬戸 宗林（）と称して地域に溶け込みながら生活しており、園芸好きの優しい町内会長として人々から慕われている。
本来の顔は宇宙犯罪組織ヴィラン・ギルドの幹部であり、怪獣爆弾を紛争地域に転売して莫大な利益を得ることを画策するほか、元宮サチコの開発した宇宙人判別機CQの存在が組織にとって邪魔との判断から、バド星人エル・レイに彼女を暗殺させようと画策する。
自らが所有する会社「ゾリンコーポレーション」を使ってエネクロン社の株価操作で利益を得るが、まもなく外事X課の潜入捜査によって失敗し、偽計業務妨害の容疑で逮捕される。
- 演：針原滋
- 第4話、第20話の脚本を担当した中野貴雄は、ゾリンをお気に入りのキャラクターであると述べている[55]。

## ライブステージに登場するゼットン星人
- 『ウルトラマンライブステージ2・宇宙恐竜最強進化!』では、ゴース星人がゾフィーから貰った卵から幼少のゼットン星人が登場。クローンゼットンを進化させる鍵となる。
- ウルトラマンフェスティバル2016ライブステージ第1部『新たなる光 バルタン星人の襲来!』では、MCのお姉さんに化けて観客の声援のエネルギーを利用し、ゼットンとバルタン星人をフュージョンアップさせたゼットンバルタン星人を誕生させる。

## その他の作品に登場するゼットン星人
- 『ウルトラセブン』第1話では、ウルトラ警備隊の地球防衛軍基地作戦室内部にゼットン星人の円盤のプロップがオブジェとして飾られている。
- 居村眞二の漫画『ウルトラセブン キングゼットンのふくしゅう』では、倒されたゼットンを改造したキングゼットンにウルトラ兄弟を襲わせ、最後に残ったウルトラセブンを倒そうとする。
- 映画『甦れ!ウルトラマン』では、立体映像で映された謎の円盤と共に現れ、その騒動の隙に科特隊本部に侵入し、岩本博士を乗っ取って本部を破壊する。戻って来た科特隊に倒される際には、謎の断末魔と共に鬼ノ台丘陵の洞窟からドドンゴを目覚めさせるうえ、多々良島にレッドキング、6か所それぞれにキーラ、ゴモラ、ウー、ケロニア、ザンボラー、ヒドラを襲撃させる。
- 『ウルトラゾーン』第5話アイキャッチでは、紳士服売り場で店員とゼットンに背広の仕立てを手伝ってもらっている姿が描かれている[56][57]。
- 漫画『ULTRAMAN』では、スーツ姿で登場。個性があるらしく、「エド」と名乗る。40年前とは地球の立場が違うことを説明したうえで新たなる侵略が起こることを予言し、早田進次郎（ハヤタの息子）に抑止力としての「ウルトラマン」になることを要請する。
- 漫画『酩酊!怪獣酒場』では、怪獣酒場のスタッフたちにケムール人と見間違われる。
- 萌え擬人化プロジェクト「ウルトラ怪獣擬人化計画」で擬人化されており、『電撃ホビーマガジン』2014年3月号（第4回）では、左右非対称カラーリングの服にゼットン星人の頭部突起を持ってフェイスペイントを施した女性のゼットン星人（イラスト：なまにくATK）[58]が掲載。同年同月号の『電撃G's magazine』には、怪獣のゼットンさんも掲載された。
  - 『ウルトラ怪獣擬人化計画 ギャラクシー☆デイズ』では、怪獣図鑑制作部の部員として登場。クールビューティーの外見と物言いな完璧超人であるが、妹のゼットンを弱愛するシスコンでもあり、ゼットンの前ではダメな姉に加えて朝寝坊にドタバタしたりと私生活はかなりだらしなく、小学生のような子供じみた一面もある[59]。また、ゼットンに煙たがられていることに気づかなかったりと、どこかずれたところがある。ゼットンの全体像がプリントされている抱き枕を使っており、「ゼットーン」といういびきをかく[59]。ピーマンとニンジンを苦手としている一方、「侵略」という言葉を気に入っている[59]。
- 小説『ウルトラマンF』では、インペイシャント博士に成りすまし、ハイパーゼットンを誕生させるために暗躍する。餌とする完全生命体イフを別宇宙から呼び出すため、躁躁たちのブルトンを利用した装置の製造に陰ながら手を貸していたが、完成間際でネットワークから切り離されたために手を焼いていた。なお、この小説では「『ゼットン星人』は地球人が付けた安直なコードネームに過ぎず、彼ら自身の種族名は別にある」との設定が語られている。